# Reizei
Imperador Reizei (冷泉天皇, Reizei-tennō, 950 — 1011) foi o 63º Imperador do Japão, na lista tradicional de sucessão.

## Vida
Antes de sua ascensão ao trono do crisântemo, seu nome pessoal era Norihira (憲平親王). Foi o segundo filho do Imperador Murakami. Sua mãe, foi a Imperatriz Yasuko, que era filha do Udaijin de seu pai Fujiwara no Morosuke. Logo após seu nascimento, foi nomeado príncipe herdeiro. Esta decisão ocorreu por influência direta de Morosuke e de seu irmão Fujiwara no Saneyori que comandava a Corte.
Reizei reinou de 967 a 969, ascendeu ao trono com a idade de dezoito anos.
Em 699  Reizei abdicou. Seu reinado durou apenas dois anos; mas após a abdicação viveu mais 44 anos como Imperador Aposentado, Reizei-in Joko.
Daijō-tennō Reizei-in Joko morreu aos 61 anos de idade em 21 de novembro de 1011.
O Imperador Reizei é tradicionalmente venerado em um memorial no santuário xintoísta em Quioto. A Agência da Casa Imperial designa este local como Mausoléu de Reizei. E é oficialmente chamado Sakuramoto no misasagi.
Uma das bandeiras mais antigas do Japão está no templo Unpo-ji, na prefeitura de Yamanashi. Segundo a lenda, foi dada pelo Imperador Reizei a Minamoto no Yoshimitsu e foi tratada como um tesouro familiar pelo clã Takeda por mil anos, mas a verossimilhança histórica desse relato é questionável.

## Daijō-kan
- Kanpaku,  Ōno-no-miya Fujiwara no Saneyori (藤原実頼), 900–970.[7]
- Daijō Daijin, Fujiwara no Saneyori[7]
- Sadaijin, Minamoto no Takaakira (源高明) (relegado em 969 depois do Incidente Anna[8])
- Sadaijin, Fujiwara no Morotada (藤原師尹)
- Udaijin, Fujiwara no Morotada (藤原師尹), 920–969[7]
- Dainagon, Fujiwara no Arihira (藤原在衡)
- Dainagon, Minamoto no Kaneakira (源兼明)
- Dainagon, Fujiwara no Koretada (藤原伊尹)